# 屋上庭園
屋上庭園（おくじょうていえん、英語: roof garden）は、建築物の上層部、すなわち屋上やベランダなどといった地表から離れた高所に造られた庭園のことである。
古くは、世界の七不思議の一つに数えられた、古代メソポタミアの新バビロニア王国における「バビロンの空中庭園」が有名であるが、現代の比較的規模の大きい屋上庭園の場合、この有名な「空中庭園（英語：hanging garden）」になぞらえて「空中庭園」と雅称されることも少なくはない。ただし、「屋上庭園」と違って「空中庭園」は定義されることのない名称であり、庭園の定義に適う設備を持たない空中庭園も存在する（後述）。

## 概要
ビルなど屋根が平で屋上を持つ建築物の空間に癒やしや潤いを求めて緑を置くケースは増えてきたが、従来は鉢植えやプランターを置くだけであった。このようなものも屋上庭園であるが、さらに推し進めて、客土によって人工地盤を造り、植栽を施して造園することも珍しいケースではなくなってきた。例えば21世紀初期の日本の首都圏など都市部では、ヒートアイランド現象解消の切り札としても注目を集めている。日本では1915年竣工の旧秋田商会ビルの屋上庭園が最古である。

## 現代の屋上庭園

### 荷重対策
建物の上に植物を植えるのに加えて、客土を加えるため、どれだけの重さが建物にかかるかを計算して植栽計画を立てる必要がある。目安としては以下のものがある。植栽当時小さくても成長した場合はこれらの人工土壌の条件は変更できないので十分な計画が必要である。
- 地被植物（例：芝生、苔）の場合、客土の厚さは15cm以上。必要重量は300kg/m2。
- 低木（50cm以上、2m未満の樹木など。例：ツツジ、サツキ）の場合、客土の厚さは30cm以上。必要重量は500kg/m2。
- 中木（2m以上、3m未満の樹木など）の場合、客土の厚さは40cm以上。必要重量は700kg/m2。
- 高木（3m以上の樹木など）の場合、客土の厚さは60cm以上。必要重量は1,000kg/m2以上。

### 土壌改良
荷重対策の一環として比較的軽い土を使用する。また通気性、排水性、保水性などと水素イオン指数 (ph) を考慮に入れて土壌を作る。
2から4割ほど土壌改良材を入れるようにする。土壌改良材にはバーミキュライト、ピートモスなどがある。
＿時代頃から、土以外の素材に根を張らせるための技術が開発されている。その例として、緑化コンクリート、吸水性ポリマーなどがある。緑化コンクリートは壁面緑化などにも使われており、吸水性ポリマーについては、屋上緑化以外にも、砂漠化対策や農業などの分野に使われている。

### 防水対策
植物には水が不可欠であるがコンクリートが水に腐食しないように注意を払う必要がある。スラブと呼ばれる、屋根の地の部分にモルタルを塗り、防水シートを敷くなどの方法が考えられる。

### 給水設備
給水管を埋設し、タイマーによる水遣りやスプリンクラーを使用することが考えられる。

### 排水処理
人工地盤のため、水がたまりやすく、植物の根を腐らせる虞が高い。余分な水が速やかに排出されるように配慮が必要である。
その方法には以下のものがある。
- 勾配をつける。
- 排水層を設ける。
- 排水管を埋設する。

### 風圧対策
高木を植えた場合、土壌が軽いことや、根が浅いことから台風などの強風で抜けてしまうことが考えられる。対策としては、単一の植樹はせずに、ある程度寄せて植えることが考えられる。

## 屋上庭園の一覧
ここでは、著名もしくは重要な屋上庭園を、時代順もしくは地域別で列記する。

### 近世以前の屋上庭園
- バビロンの空中庭園

### 近現代の屋上庭園

#### 日本国外
- ヨーロッパ

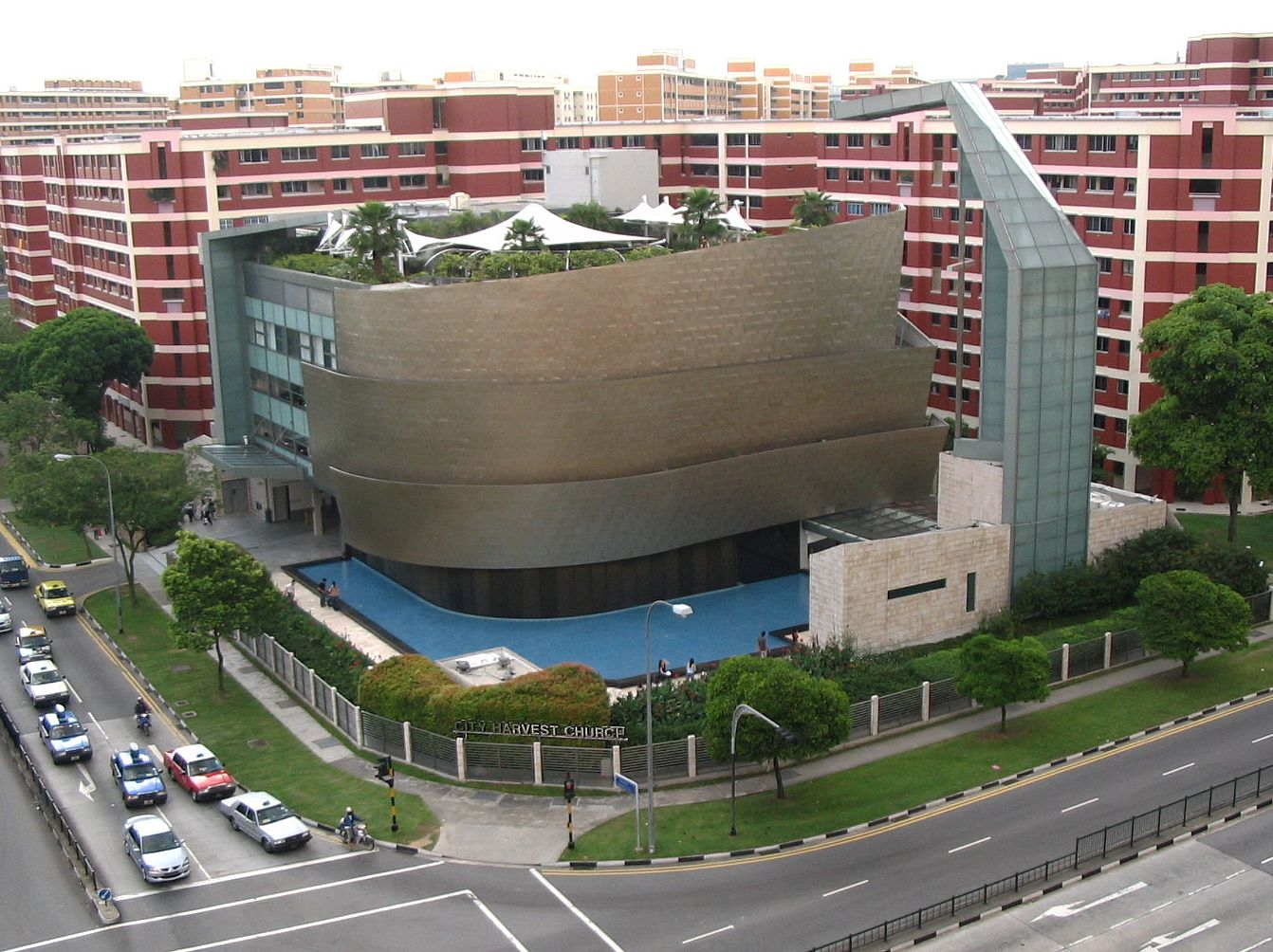
シンガポールにある、シティハーベストチャーチの屋上庭園

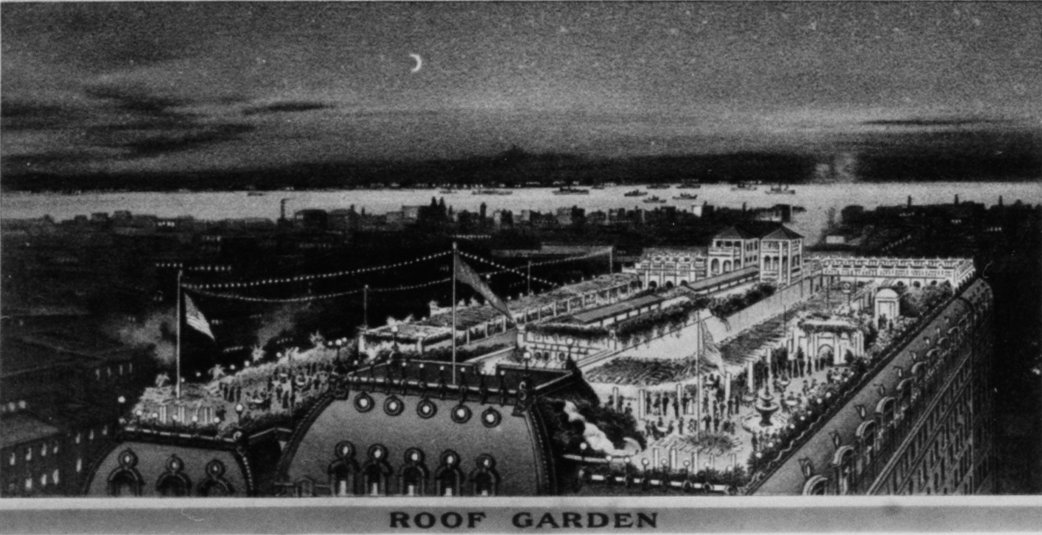
ニューヨークにあった、アスターホテルの屋上庭園

  - ワルシャワ大学図書館 屋上庭園（日本庭園）
  - セッティニャーノ・ヴィッラ・ガンベライア ：イタリアのフィレンツェに所在。
- ル・コルビュジエの設計によるもの
  - サヴォア邸 ：フランス・パリ近郊のポワシーに所在。
  - ユニテ・ダビタシオン（複数、4件フランス、1件ドイツ）
- アジア
  - 杭州国際博覧中心（中華人民共和国）世界最大の屋上庭園。
  - 世宗特別自治市庁舎（韓国）世界最長の屋上庭園として2016年にギネスブックに掲載。
  - シティハーベストチャーチ 屋上庭園（シンガポール）
- 北アメリカ
  - バンクーバー公共図書館 屋上庭園（カナダ）
  - ニューヨークのアスターホテル（英語版）の屋上庭園
アメリカ合衆国ニューヨーク州。非現存。
  - カーペンター視覚芸術センター 屋上庭園
  - オークランドミュージアム 屋上庭園
- 南アメリカ
  - ブラジル文部省庁舎 屋上庭園
  - ブラジル再保険協会庁舎 屋上庭

#### 日本国内

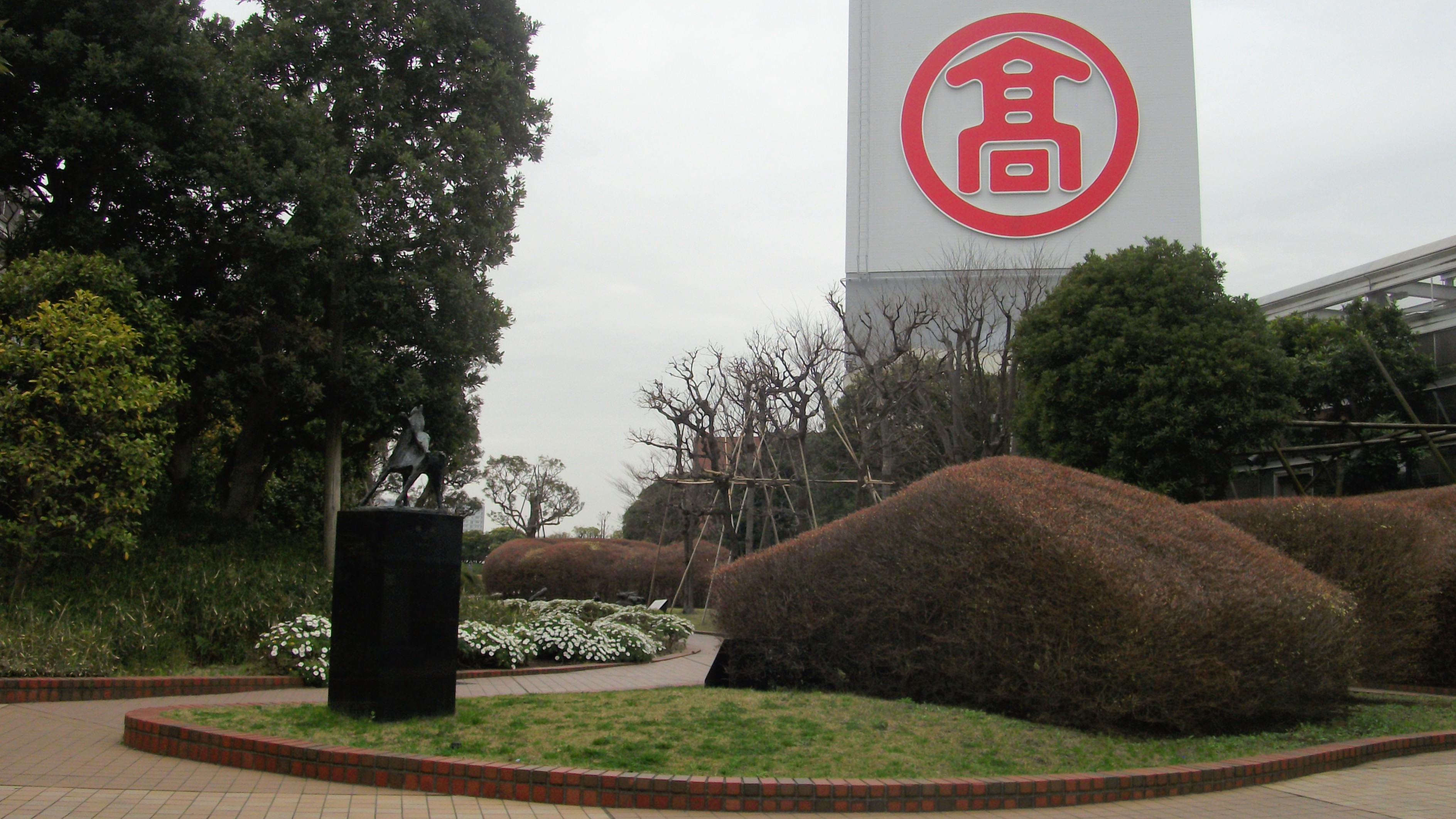
ジョイナスの森彫刻公園

- 北海道
  - 北海道庁舎 屋上庭園（札幌市）
  - 札幌エスタ 空のガーデン（札幌市）
2011年（平成23年）9月23日に開園した[2]北海道初の本格的屋上庭園[2]。敷地面積約1300m2。テレビドラマ『風のガーデン』の舞台となった富良野の庭園を手がけたガーデンデザイナー・上野砂由紀が監修した屋上庭園[2]。
- 宮城県
  - 仙台市戦災復興記念館 屋上庭園（仙台市）
- 福島県
  - いわき市立草野心平記念文学館 屋上庭園（いわき市）
- 群馬県
  - 群馬県庁舎 ふれあいテラス（前橋市）8階、18階、26階の3フロアーに、それぞれ「広場の景」「里山の景」「針葉樹の景」をテーマにした緑化空間を整備[3]。設計者 佐藤総合計画[3]。
  - 高崎駅モントレー 屋上庭園（高崎市）
- 埼玉県
  - 浦和パルコ屋上庭園（さいたま市浦和区）
  - 武蔵浦和SKY&GARDEN（さいたま市南区）
  - 道の駅川口・あんぎょう 屋上庭園（川口市）
  - 所沢駅 トコニワ（所沢市）
- 千葉県
  - 千葉駅屋上庭園（千葉市）
  - ららぽーと柏の葉 屋上庭園（柏市）
  - 料亭富吉屋上庭園（松戸市）
  - 松戸市役所新館屋上（松戸市）
  - プラーレ屋上『ぷらっとガーデン』（松戸市）

- 東京都区部

≪丸の内・日本橋エリア≫
- 日本橋三越本店 屋上遊園地チェルシーガーデン
1907年（明治40年）に開園した、総面積60坪（約198.4m2）程度で、噴水・池、藤棚、盆栽、廻転パノラマ、望遠鏡などを備えた非常設型の施設。日本初の屋上庭園。非現存（1970年代初頭に閉園？）。
- 三越銀座店屋上9階銀座テラス/テラスガーデン
- GINZA SIX
- 日本橋髙島屋（中央区）
- 日本橋一丁目ビルディングCOREDO日本橋（中央区）
- espressamente illy日本橋中央通り店
- 中央区役所
- 朝日新聞 東京本社
- 松屋銀座 屋上菜園
- 丸の内トラスシティ
- 新丸ビル
- 東京国際フォーラム
- フォーデニッシュカフェ東京国際フォーラム店
- 東京ミッドタウン日比谷パークビューガーデン
- 有楽町イトシア
- 東京サンケイビル
- パソナグループ本部 アーバンファーム（千代田区）
- 丸の内ブリックスクエア（千代田区）
- 三井住友海上ECOM 駿河台（千代田区）
- 三井住友海上駿河台ビル 屋上庭園（千代田区神田駿河台）
1984年（昭和59年）3月に整備された、施設面積2,614m2の屋上庭園。2013年（平成25年）に改修。
- 三井住友海上駿河台新館 屋上庭園（千代田区神田駿河台）
- 日本工業大学専門職大学院（千代田区）
- 神保町三井ビルディング（千代田区）
- 住友商事竹橋ビル（千代田区）
- ニコラス・G・ハイエック センター（千代田区）
- ブラザー工業株式会社 ブラザー東京ビル
- 日本大学通信教育部（千代田区）
- 丸の内センタービル（千代田区）
- 豊島屋本店ビル（千代田区）
- 新有楽町ビルヂング（千代田区）
- 朝日生命大手町ビル（千代田区）
- 新東京ビルヂング（千代田区）
- 郵船ビルディング（千代田区）
- 新国際ビルヂング（千代田区）
- ホテルニューオータニ（千代田区）
- 国土交通省中央合同庁舎第3号館屋上庭園（千代田区霞が関）
通称：霞ヶ関合同庁舎3号館屋上庭園、国土交通省屋上庭園。施設面積約500m2、中高木約40本
- パレスサイドビルディング
- 千代田区立神田一橋中学校 屋上庭園（千代田区一ツ橋）
- 東京交通会館「有楽町コリーヌ」（千代田区有楽町）
- JPタワーKITTEガーデン（千代田区丸の内）

≪汐留・築地・晴海エリア≫
- 汐留シティセンター（港区）
- 世界貿易センタービルディング（港区）
- 日経ビル・JAビル・経団連会館スカイガーデン
- つきじ治作
- 晴海アイランド トリトンスクエア 花のテラス・緑のテラス（中央区晴海）
屋上面積20,167m2のうち2,731m2に、草花を中心とした400品種以上の低木・地被植物を植栽。
- 聖路加国際病院 屋上庭園（中央区明石町）
- 電通築地ビル（港区）
- 住友商事美土代ビル
- 東京汐留ビルディング
- 浜松町松永ビル
- 慶應義塾芝共立キャンパス 屋上庭園（港区芝公園）
- 港区立港陽中学校 屋上庭園（港区台場）
- FCGビル（フジテレビ本社ビル）屋上庭園（港区台場）

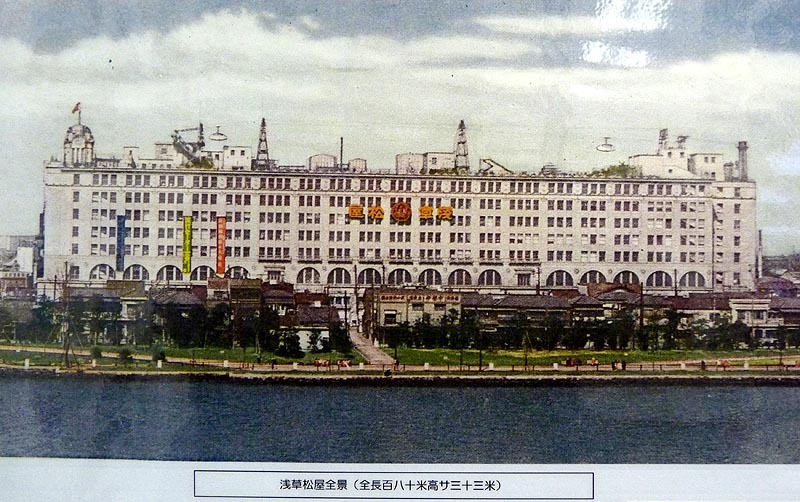
開業当時の松屋浅草支店
屋上に8人乗りロープウェイを目玉とする庭園型の遊戯施設「スポーツランド」が見える。

≪赤坂・六本木エリア≫
- 霞ヶ関東急ビル
- ホテルニューオータニ
- 東急キャピトルタワー
- 東急虎ノ門ビル
- 長谷川グリーンビル
- 日本電気本社ビル
- キャノン電子ビル
- アークヒルズ アーク森ビル
- アークヒルズ仙石山森タワー
- 三田国際ビル
- 三田NNビル
- 赤坂パークビル
- 新青山ビル
- 麹町ミレニアムガーデン
- 虎ノ門琴平タワー
- 虎ノ門2丁目タワー
- 神谷町MTビル
- 城山ガーデン
- 六本木ティーキューブ
- 森永プラザビル
- 虎ノ門三井ビル
- 霞ヶ関ビルディング
- 首都高トランクルーム恵比寿
- 新菱冷熱工業本社ビル
- 六本木ヒルズ屋上庭園（港区六本木）
- 松田平田設計本社ビル（港区）
- 高輪東誠ビル（港区）

≪浅草・上野エリア≫
- 東京スカイツリータウン
- 鈴木興産70号倉庫
- オリナス錦糸町
- 江戸東京博物館
- 上野松坂屋 パークプレイス24
- 松屋浅草支店 スポーツランド 
1931年（昭和6年）11月1日の浅草支店開業時に開園した、日本初の常設型屋上庭園でもある遊戯施設。施設は屋上と7階とで構成され、屋上には、庭園、動物園、自動木馬、8人乗りロープウェイ「航空艇」、ミニチュア機関車、その他様々な遊戯設備が設置されていた。2010年（平成22年）5月31日閉園。
- 国立科学博物館 屋上庭園（台東区上野公園）
- 朝倉彫塑館
6階屋上部。設計者 日建設計、内山緑地建設。
- 本郷給水所公苑（文京区本郷）
- ミーツポートのガーデン（文京区後楽）
3階部が横に広がる形で屋上庭園になっている。敷地面積は東京ドームのグラウンドの約3分の1。
- 墨田区役所（墨田区）
- 上野区民会館（台東区）
- 環境ふれあい館 ひまわり（台東区）
- 横網町公園

≪新宿エリア≫
- 新宿アイランド（新宿区）
- 新宿イーストサイドスクエア（新宿区）
- 新宿センタービル（新宿区）
- 新宿モリノス（新宿区）
- エステック情報ビル（新宿区）
- 新宿三井ビルディング 55HIROBA（新宿区）
- 伊勢丹新宿本店 屋上 アイ・ガーデン（新宿区）
- 新宿マルイ 屋上庭園Q-COURT（新宿区）
- 玉川上水・内藤新宿分水散歩道（新宿区）
- 新宿中央公園（新宿区）
- 新国立劇場 屋上庭園（渋谷区）
- タカシマヤタイムズスクエア（渋谷区）
- 熊谷組本社ビル（新宿区）
- 大京町サンハイツ（新宿区）
- 雪印乳業本館（新宿区）
- 三井住建道路本社ビル（新宿区）
- 新宿ルミネ1（新宿区）
- 新宿髙島屋タイムズスクエア ホワイトガーデン（新宿区）

≪渋谷・恵比寿・表参道エリア≫
- 青山フェアリーハウス（港区）
- セルリアンタワー（港区）
- 南青山サアンタキアラ教会（港区）
- Ao <アオ>（港区）
- リビエラ青山（港区）
- ワイマッツ広尾 山種美術館（港区）
- 風花東京-fl ower & cafebar（港区）
- 青山アートワークスビル（港区）
- JR恵比寿ビル(アトレ恵比寿)エビスグリーンガーデン（渋谷区）
- 恵比寿ビジネスタワー（渋谷区）
- アニヴェルセル表参道（渋谷区）
- 表参道ヒルズ（渋谷区）
- Gビル神宮前03（渋谷区）
- ジャイル（渋谷区）
- 渋谷区神南分庁舎（渋谷区）
- ケアコミュニティ・原宿の丘屋上ビオトープ（渋谷区）
- 東急プラザ 表参道原宿（渋谷区）
- アトレ恵比寿屋上庭園（渋谷区）
- 渋谷区立原宿外苑中学校
- 恵比寿ガーデンテラス弐番館

≪池袋・文京エリア≫
- 大和ハウス東京ビル
- トッパン小石川ビル
- アイガーデンテラス
- 切手の博物館
- リビエラ東京
- ホテル・グランドパレス
- トヨタ自動車 東京本社ビル
- 西武池袋本店 食と緑の空中庭園（豊島区）
- としまエコミューゼタウン 豊島の森（豊島区）

≪23 区その他のエリア≫
- 目黒総合庁舎屋上目黒十五庭(とうごてい)（目黒区）
- 目黒区役所
- 中目黒公園（目黒区）
- ラ・フェンテ代官山（目黒区）
- カシオ計算機 本社ビル
- 首都高速中央環状線 大橋ジャンクション 目黒天空庭園（目黒区大橋）
ジャンクションのループ線の屋上を全面的に緑化した。庭園の面積約7,000m2、24mの高低差を持つ。また、換気所の屋上には自然再生緑地「おおはし里の杜」が整備されている。
- 武蔵小山駅ビル 屋上庭園（品川区小山）

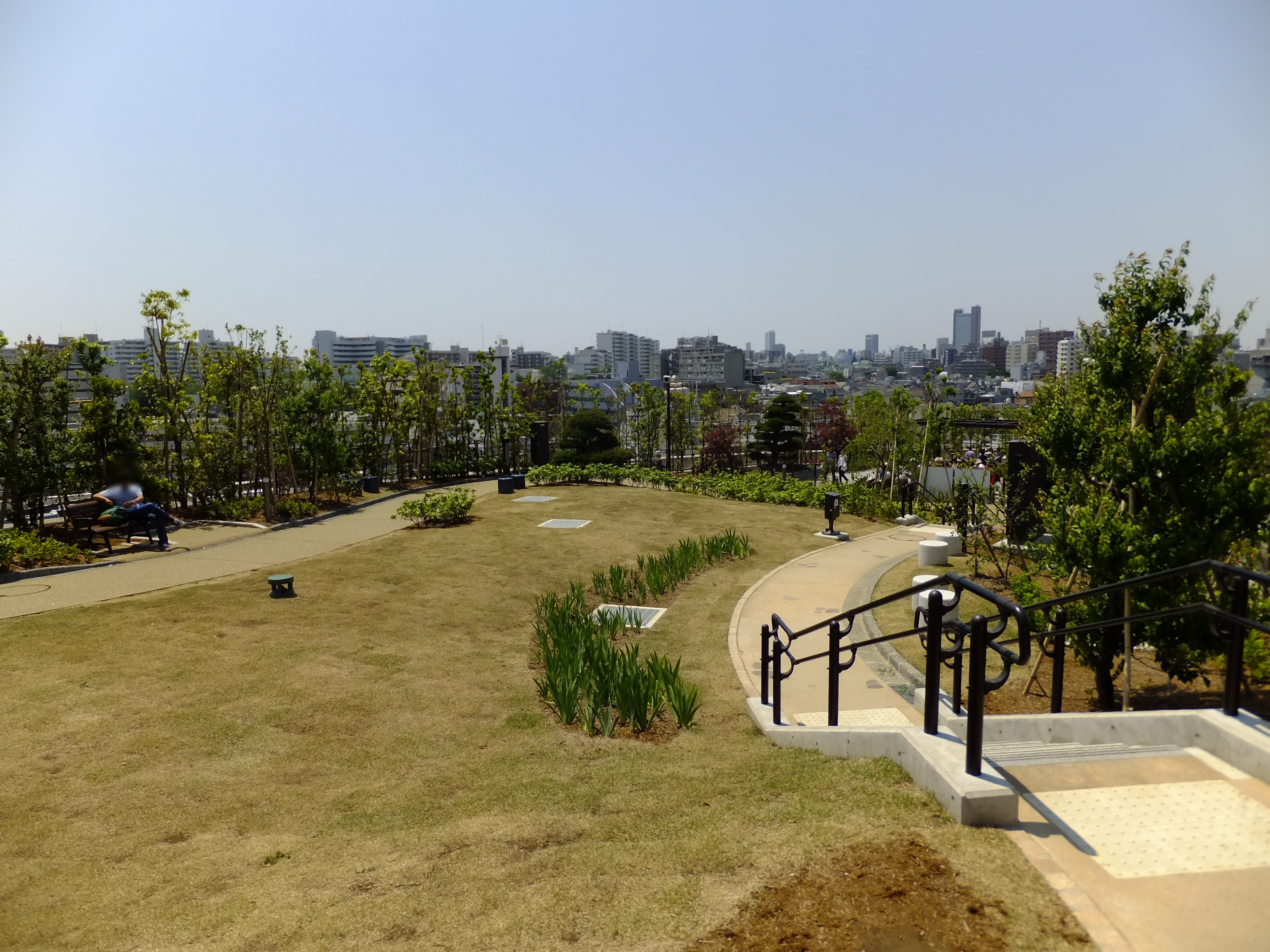
目黒天空庭園

- 東品川海上公園東品川ポンプ所 屋上ハーブ園（品川区東品川）
- 成城コルティ 屋上庭園（世田谷区成城）
- 経堂コルティ 屋上庭園（世田谷区経堂）
- 池上会館 (大田区)
- ガスの科学館（江東区）
- 深川ギャザリア（江東区）
- ロイヤルパークホテル
- リバーシティ21・新川
- 尾久の原公園
- シンクパークタワー（品川区大崎）
- 経堂コルティ4F 屋上庭園（世田谷区）
- 玉川高島屋S・C 本館・南館（世田谷区）
- 玉川高島屋S・C マロニエコート（世田谷区）
- 玉川高島屋S・C ガーデンアイランド（世田谷区）
- 京王リトナード永福町屋上庭園ふくにわ（杉並区）
- グレースメイト鷺ノ宮（中野区）
- 特別養護老人ホーム暖心苑（江戸川区） 
- 江戸川区立小松川第三中学校
- 学校法人実践学園（中野区）
- 中野ブロードウェイ（中野区）

- 東京都多摩地域
  - F&Fビル 屋上庭園「吉祥空園sora」（武蔵野市）
  - キラリナ京王吉祥寺屋上庭園（武蔵野市）
  - 北多摩一号水再生センター
  - 東京都立多摩総合医療センター
  - イオンモール多摩平の森屋上庭園（日野市）
  - 八王子エルシィ 屋上庭園（八王子市）
  - ジョイステージ八王子（八王子市）[8]
  - 青梅市立総合病院[8]
- 神奈川県
  - グランツリー武蔵小杉ぐらんぐりんガーデン（川崎市）
  - オルトヨコハマ 屋上庭園（横浜市）
  - ジョイナスの森彫刻公園（横浜市）
相模鉄道横浜駅の駅ビル相鉄ジョイナスの屋上。1978年（昭和53年）5月23日開園、面積約4,550m2[19]、樹木は約2万本[20]。ジョイナスの森彫刻公園
  - アメリカ山公園内屋上庭園（横浜市）
元町・中華街駅舎屋上と隣接する山手丘陵上の公園を接続し一体化した。
- 新潟県
  - 新潟市民芸術文化会館 屋上庭園（新潟市）
- 富山県
  - 創造の森 越中座 鵜坂野（富山市）
- 愛知県
  - 大名古屋ビルヂング 屋上庭園（名古屋市中村区）
  - 名古屋インターシティ 屋上庭園（名古屋市中区）
  - アルペン丸の内タワー 屋上庭園（名古屋市中区）
  - アイシン コムセンター 屋上（刈谷市） - 2階建て平屋根（折板屋根）の全面を緑化・庭園化した屋上庭園[3]。
- 名古屋市立西部医療センター
- 三重県
  - 伊勢赤十字病院 屋上庭園（伊勢市）
  - 志摩観光ホテル 屋上庭園（志摩市）
- 岐阜県
  - 長良川国際会議場
- 京都府
  - 細見美術館 屋上庭園（京都市左京区）
  - 京都駅 屋上庭園（京都市下京区）
  - 京都光華女子大学短期大学部 自然風景式屋上庭園HIKARU-COURT（京都市右京区）
  - 嵐山温泉 渡月亭 屋上庭園（京都市右京区嵐山）
  - 嵐山温泉 古川邸 屋上庭園（京都市右京区嵐山）
  - KTCものづくり技術館 屋上ガーデン（久御山町） [21]芝生広場やハーブ園、鳥類の食餌木など100種を超える植物を植栽し、井戸水を利用したビオトープを設置[5]
  - 国立国会図書館関西館 (PDF)
- 奈良県
  - ならファミリー スカイガーデン（奈良市）
- 大阪府
  - ブリーゼタワー 屋上庭園（大阪市北区）
  - 大阪マーチャンダイズ・マートビル スカイガーデン（大阪市中央区）
  - 大阪市中央体育館
  - 大阪府立中央図書館
  - 新ダイビル
  - シェラトン都ホテル大阪 屋上庭園（大阪市天王寺区）
  - 阿部野橋ターミナルビル 屋上庭園（大阪市阿倍野区）
  - なんばパークス（大阪市浪速区）なんばパークス

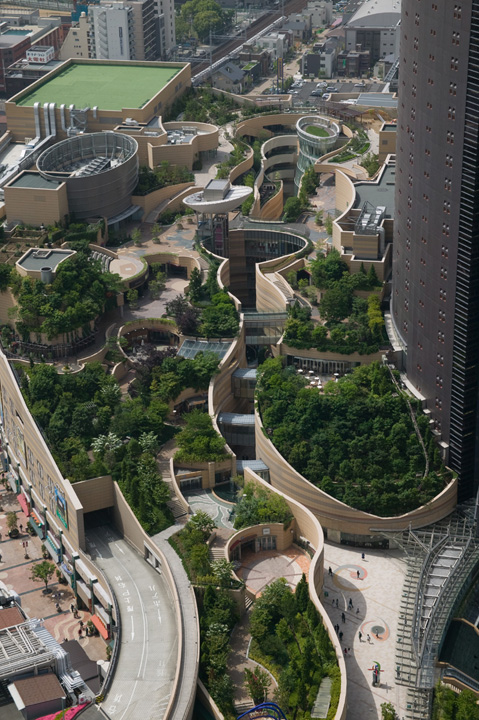
なんばパークス

  - 大阪千代田短期大学 屋上庭園（河内長野市）
- 兵庫県
  - 兵庫県立考古博物館 屋上庭園（神戸市）
  - 兵庫県公館 屋上庭園（播磨町）
  - 宝塚市立文化芸術センター 屋上庭園
- 広島県
  - 市営基町高層アパート（広島市）
  - 福屋八丁堀本店 屋上庭園（広島市）
  - 広島市立矢野南小学校
- 山口県
  - 旧秋田商会ビル - 国内最古の屋上庭園（鉄筋コンクリート造の建物としても最古級）
  - 唐戸市場
- 香川県
  - 香川県庁舎屋上庭園（高松市）
  - ベネッセハウス・ミュージアム棟屋上庭園
- 愛媛県
  - 東道後のそらともり 露天風呂庭園
- 福岡県
  - アミュプラザ博多 屋上庭園つばめの杜ひろば（福岡市）
- 大分県
  - アミュプラザおおいた 屋上庭園
- 長崎県
  - 国立病院機構長崎医療センター 屋上庭園（大村市）
  - 端島集合住居 屋上庭園（長崎市端島）
  - 壱岐市立一支国博物館
- 鹿児島県
  - リナシティかのや 屋上庭園（鹿屋市）

## 屋上庭園でない空中庭園
日本の東京都にある代々木ゼミナール本部校代ゼミタワーの空中庭園や大阪市にある梅田スカイビルの空中庭園展望台などは空中庭園を謳ってはいるが、庭園という定義に適うような緑化空間は存在せず、「空中のやすらぎ空間」といったようなコンセプトの施設である。アクロス福岡 ステップガーデン（福岡市）や静岡文化芸術大学「創造の丘」のような屋上緑化なども存在する。